# Teclat de membrana

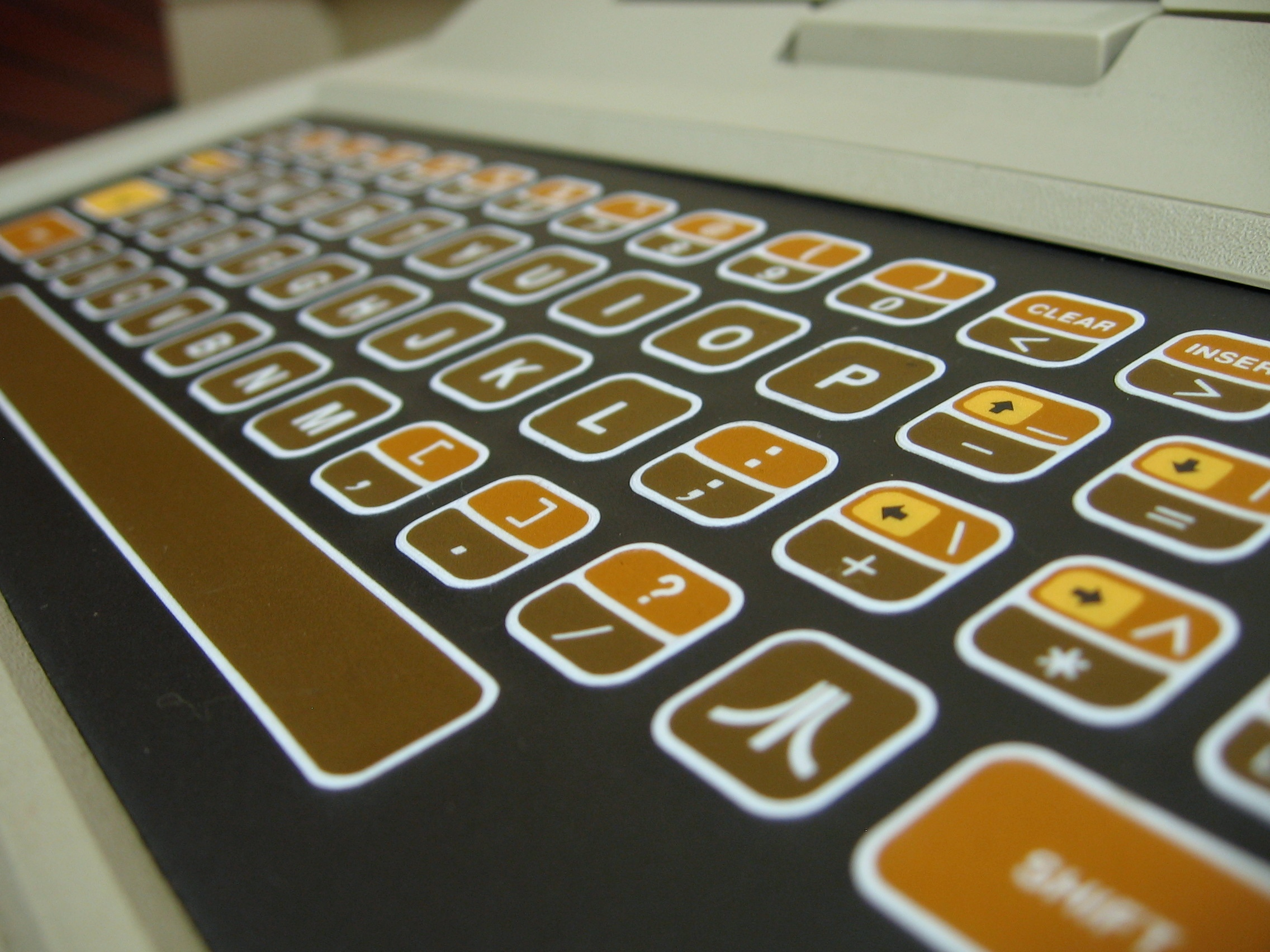
Detall del teclat de membrana del Atari 400.

Teclat de membrana o teclat tàctil és un teclat d'ordinador en el qual les tecles no són parts mòbils, separades, com en la majoria dels altres teclats, però en comptes d'això, té solament els contorns i símbols impresos en una superfície plana i flexible. Molt poc o cap sensació tàctil és sentit quan s'utilitza aquest tipus de teclat.
Teclats de membrana, que operen a través de contactes elèctrics entre la superfície del teclat i els circuits subjacents quan punts clau en la superfície són pressionats, van ser utilitzats en alguns dels primers ordinadors domèstics de l'inici de la dècada de 1980 i des de llavors han estat molt usats en dispositius electrònics en general.
Aquest tipus de teclat és barat de produir en massa, de fàcil manteniment, té llarga vida útil i és més resistent a la brutícia i al vessament de líquids del que qualsevol altre tipus de teclat. Per aquestes raons, el teclat de membrana és àmpliament utilitzat en equipaments hospitalaris i industrials, així com en altres dispositius que exigeixin neteja fàcil i constant.
A causa de la baixa o no-existent sensació tàctil, moltes persones senten dificultat a teclejar en teclats de membrana. Van ser presentats com a alternativa els «teclats xiclet», que posseeixen el diferencial de permetre que tecles individuals siguin sentits en algun grau. No obstant això, els teclats xiclet no van ser tan bé acceptes en el mercat com s'esperava i el seu ús va quedar restringit a l'electrònica de baix cost (com controls remots).

## Funcionament

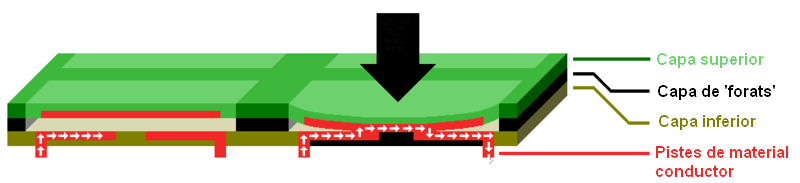
Tall transversal d'un teclat de membrana típic. S'ha exagerat el gruix de les tres capes, per donar major visibilitat; en realitat, no són molt més gruixuts que peces de paper o cartó.

Com es pot veure a l'esquema de dalt, el teclat de membrana està compost bàsicament de tres capes; dues d'elles són capes de membrana que contenen pistes de material conductor. La capa central és un «espaiador» que conté forats on es vol que hi hagi una «tecla». Manté les altres dues capes a part.
En condicions normals, l'interruptor (tecla) està obert, perquè el corrent no pot creuar el buit no conductor entre les pistes en la capa inferior. Tanmateix, quan la capa superior és premuda (amb un dit), fa contacte amb la capa inferior. Les pistes conductors en el costat de baix de la capa superior poden llavors crear un «pont» sobre el buit, permetent que el corrent flueixi. L'interruptor ara està «tancat», i el dispositiu principal registra una tecla pressionada.

## Llista d'ordinadors amb teclats de membrana

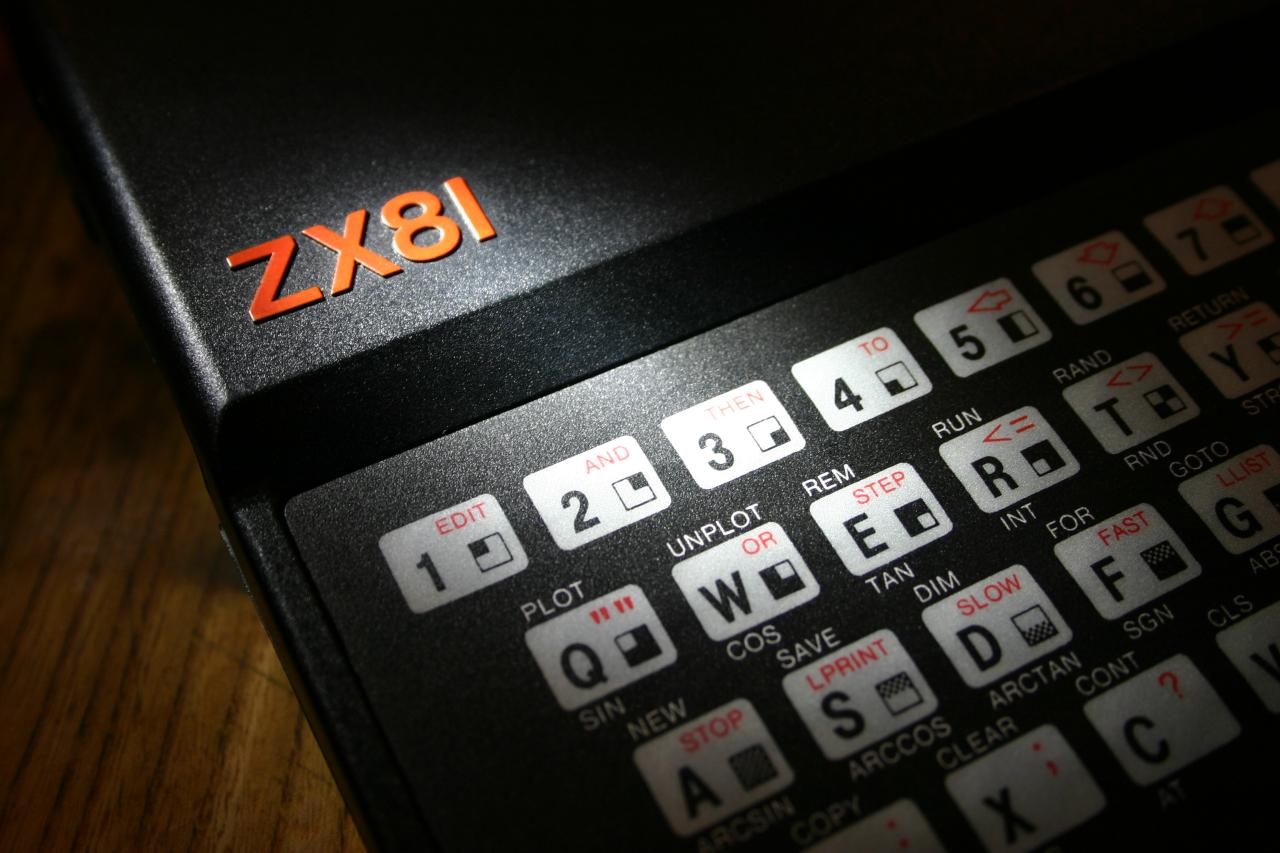
ZX81 en primer pla.

Teclats QWERTY, excepte especificació contrària.
- Atari 400 (teclats mecànics de substitució, com els que venien amb l'Atari 800, estaven disponibles)
- Cambridge Z88 (discutiblement, una combinació entre un teclat de membrana i un teclat de goma)
- Elektronika BK-0010, en les primeres versions (era un microordinador rus, per això la disposició JCUKEN)
- Magnavox Odyssey², també conegut com la videoconsola Philips Videopac G7000
- Microdigital TK80, un clon brasiler del ZX80
- Microdigital TK82C, un clon brasiler del ZX81
- Microdigital TK83, un altre clon brasiler del ZX81
- OLPC_XO-1, un ordinador portàtil barat pensat per ser distribuït per a nens en països en procés de desenvolupament al voltant del món
- RCA COSMAC VIP, un ordinador «faci-ho vostè mateix» amb un teclat hexadecimal de 16 tecles
- Robotron Z1013, microordinador de l'Alemanya Oriental
- SEGA SC-3000, una versió informàtica d'una vella consola de joc de SEGA
- Science of Cambridge Microcomputer Kit 14 (MK14); la versió inicial tenia un teclat de 20 tecles
- Sinclair ZX80, un microodinador britànic disponible sota forma de kit
- Sinclair ZX81 (similar a l'entrada anterior)
- Synertek SYM-1, un germà del MOS/CBM KIM-1 amb un teclat de 29 tecles
- Timex Sinclair 1000 (una versió estatunidenca del ZX81)